# Mauno Rosendal
Mauno Rosendal (né le 8 septembre 1848 à Hämeenkyrö - mort le 21 octobre 1917 à Oulu) est un homme politique, écrivain et enseignant finlandais,.

## Biographie
Aux élections législatives de 1908, il est élu député du Parti jeune finnois pour la circonscription d'Oulu,,.

## Ouvrages
- Kertomuksia kirkkohistorian alalta I Vanha aika. K. F. Kivekäs. Oulu 1887.
- Silmäyksiä ristin tien salaisuuteen Johannes Kastajan elämäkerran valossa. WSOY 1889.
- Kertomuksia kirkkohistorian alalta II Keski-aika. K. F. Kivekäs. Oulu 1890.
- Sureeko Suomi Jumalan mielen mukaan? WSOY. Porvoo 1891.
- Sananen kiusatuille sieluille. Herättäjä 1892.
- Samuel Herran majassa. Herättäjä 1894.
- Suomen herännäisyyden historia XIX:llä vuosisadalla. Ensimmäinen osa 1796–1835. 408 s. Oulu: Herättäjä 1902.
- Den finska pietismens historia i XIX:de århundradet. Första delen 1796–1835. Ruots. n. Lilius. Uleåborg: Herättäjä 1903.
- Suomen herännäisyyden historia XIX:llä vuosisadalla. Toinen osa 1836–1844. 577 s. Oulu: Herättäjä 1905–1911.
- Suomen herännäisyyden historia XIX:llä vuosisadalla. Kolmas osa 1845–1852. 585 s. Oulu: Herättäjä 1912.
- Suomen herännäisyyden historia XIX:llä vuosisadalla. Neljäs osa 1853–1900. 639 s. Oulu: Herättäjä 1915–1917.

## Sources bibliographiques
- (fi) Aukusti Oravala, M. Rosendal, Porvoo, WSOY, 1922
- (fi) Aukusti Oravala, Mauno Rosendal (Kansallinen elämäkerrasto), Porvoo, WSOY, 1932
- (fi) Kustaa Hautala, Oulun kaupungin historia IV, 1976,, 1214 p. (ISBN 978-951-9327-00-6 et 951-9327-00-2).
- (fi) Huhta, Ilkka, "Täällä on oikea Suomenkansa". Körttiläisyyden julkisuuskuva 1880–1918, Suomen kirkkohistoriallinen  seura, 2001 (ISBN 952-5031-20-9)
- (fi) Kares, Olavi, Heränneen kansan vaellus 1 (Mauno Rosendalin elämä ja työ vuoteen 1900), Helsinki, WSOY, 1941, p. 420–450
- (fi) Kares, Olavi, Heränneen kansan vaellus 4 (Mauno Rosendalin historiatyö), Helsinki, WSOY, 1947, p. 160–188
- (fi) Karjalainen, Heikki, « Rehtori Mauno Rosendal. »
- (fi) « Mauno Rosendal Suomen politiikassa 1900-1905. »
- (fi) « Oulun Suomalaisen Yhteiskoulun lukio. Koulun historia. »

- (fi) V. A. Koskenniemi, Onnen antimet – Lukuja elämäni kirjasta, 1935
- (fi) Mustakallio, Hannu, Jumalan johtama lakko (dans Kansa kaikkivaltias. Suurlakko Suomessa 1905), Jyväskylä, Teos, 2008, 486 p. (ISBN 978-951-851-167-3), p. 163–176